# Policía Federal (Austria)
La Policía Federal (en alemán: Bundespolizei) es la principal fuerza de seguridad a nivel federal que existe en Austria. Depende del Ministerio Federal del Interior a través de la Dirección General para la Seguridad Pública (Generaldirektion für die öffentliche Sicherheit). Orgánicamente, su estructura territorial se divide en nueve comandancias policiales que corresponden con los Estados federados de Austria.
Además de sus funciones habituales, la Policía Federal también está encargada del control de fronteras.

## Historia
Su creación en 2005 se produjo a consecuencia de la unificación de los dos principales cuerpos de seguridad que hasta entonces habían existido: la Gendarmerie, a cargo de la mayor parte del territorio austriaco, y de la Polizei, cuya jurisdicción se reducía a las grandes áreas urbanas como Viena, Salzburgo y Graz. En 2004 un acuerdo del gobierno austriaco decidió la unificación de estos dos cuerpos junto con el Servicio de investigación criminal y la Policía de seguridad pública para formar una Policía Federal de Austria.

## Armas
- Pistolas: Glock Parabellum de 9mm. Modelos más comunes; "Glock 17" y "Glock 19" aunque los EKO Cobra también usan la "Glock 18".
- Fusil de asalto: Steyr AUG (designación militar: StG 77).
- Subfusil: Heckler & Koch MP5.

## Vehículos

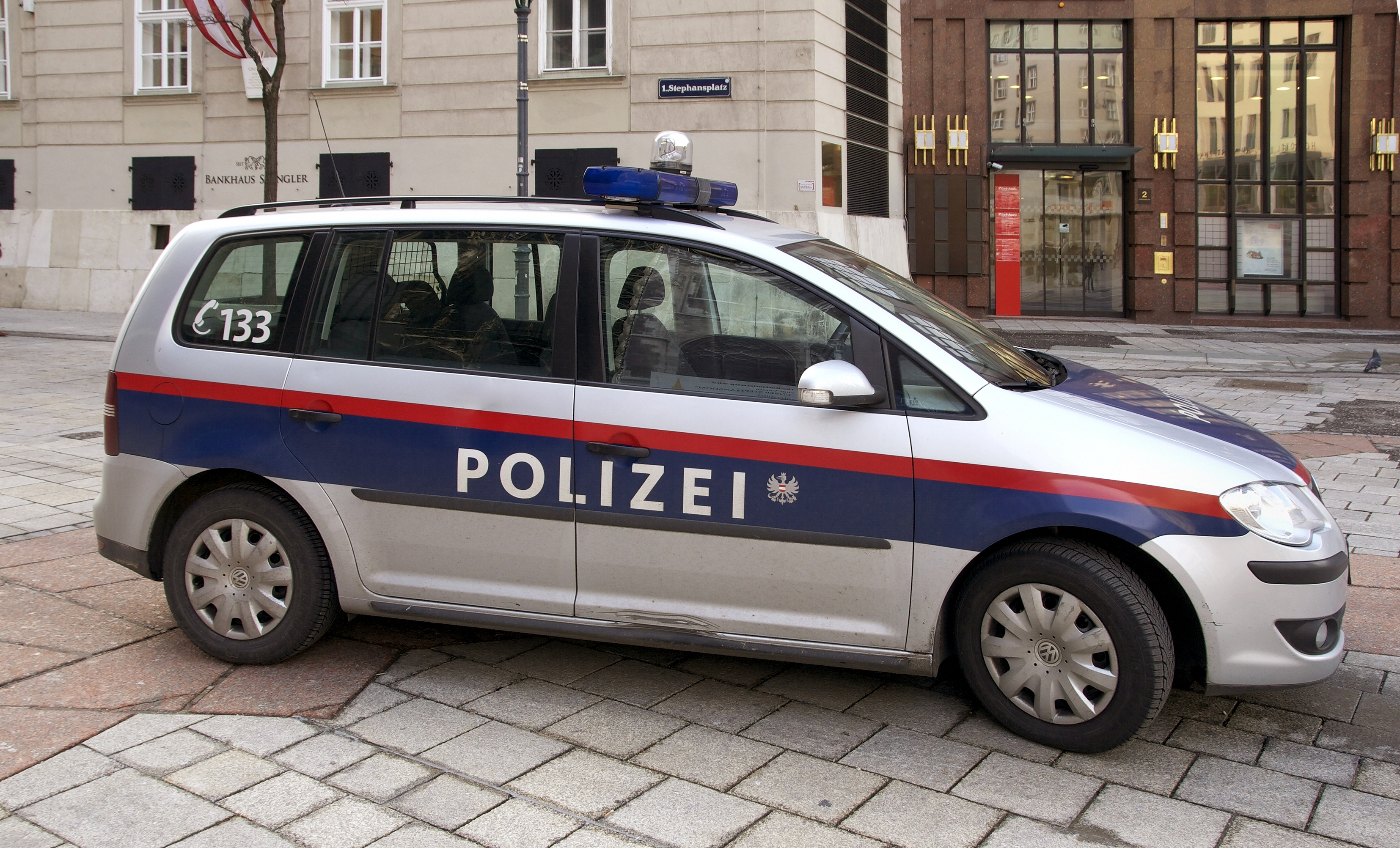
Volkswagen Touran.

Los vehículos más utilizados por el cuerpo son:
- Audi A3
- Audi A4
- Audi A6
- Volkswagen Sharan
- Volkswagen Touran
- Volkswagen Passat
- Volkswagen Golf Estate
- Volkswagen Multivan
- Volkswagen Eurovan
- Volkswagen Amarok
- Volkswagen Touareg
- BMW R 1200 RT (Moto)
- Mercedes-Benz Sprinter
- Mercedes-Benz B180
- Mercedes-Benz C Klasse
- Ford Transit
- Ford Mondeo
- Škoda Octavia
- Nissan Pathfinder
- Mercedes-Benz O303
- Smart

Aeronaves.

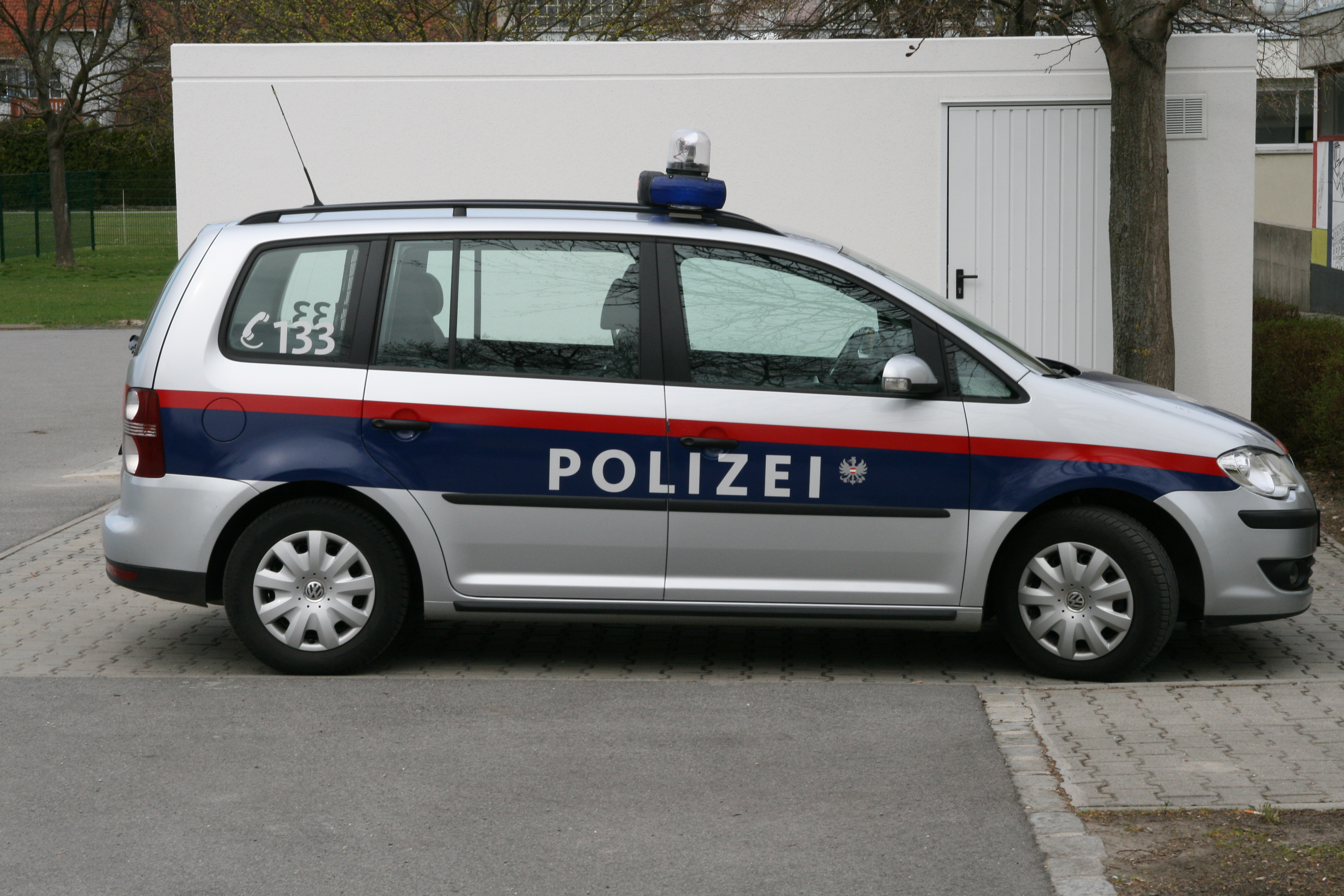
Touran de la policía.

La Bundespolizei cuenta con la siguiente flota aérea:
- 8 Bell 206
- 5 Ecureuil AS 350 B1
- 2 Ecureuil AS 355 F2
- 2 Ecureuil AS 355 N